# Spannungsqualität
Als Spannungsqualität in elektrischen Versorgungsnetzen der Stromanbieter bezeichnet man die Übereinstimmung zwischen den aktuellen physikalischen Werten der Netzspannung, wie sie beim „Verbraucher/Kunden“ ankommen, und den europäischen und internationalen Normen. Eine hohe Übereinstimmung der aktuellen Werte mit den zugesagten Werten bedeutet eine hohe Qualität. Zusammen mit der Verfügbarkeit bildet die Spannungsqualität die Versorgungsqualität.

## Grundlagen
Elektrische Verbraucher und in der Regel auch Erzeuger benötigen, damit sie bestimmungsgemäß funktionieren können, eine Versorgungsspannung, die bestimmte Kriterien aufweist. Mangelnde Spannungsqualität der Netzspannung kann zur Beeinträchtigung des Verhaltens von elektrischen Verbrauchern bis zur Gefährdung von Personen und Sachen führen. 
Die wichtigsten Parameter für die Spannungsqualität sind:
- Spannungshöhe
- Frequenz
- Kurvenform
- Störungen

Die Energieversorger sind verpflichtet, bestimmte Toleranzwerte bei den jeweiligen Parametern einzuhalten. Diese Toleranzen der Spannungsqualität sind durch die International Electrotechnical Commission (IEC) definiert für Über- und Unterschreitung des Bemessungswertes, Einhaltung des zeitlichen Verlaufs (Frequenz) bei Wechselspannung, Gehalt an Oberschwingungen (Verzerrungen) u. a.

## Beeinflussung der Spannungsqualität
Die Spannungsqualität der Netzspannung wird im Wesentlichen beeinflusst durch die Güte der Erzeugung, durch Einflüsse während der Übertragung und durch Rückwirkungen der Verbraucher selbst. Es gilt das sogenannte Verursacherprinzip. Vom Betreiber des elektrischen Netzes wird der Verbraucher (Kunde) verpflichtet, Rückwirkungen seiner elektrischen Anlagen in zulässigen Grenzen zu halten, um eine Beeinflussung von „Nachbarn“ zu vermeiden. Störungen können durch schadhafte Geräte oder Geräte, die nicht den Normen entsprechen, hervorgerufen werden.
Besonders empfindlich gegenüber der Spannungsqualität sind EDV- und Telekommunikationsanlagen. Ein „verschmutztes“ Stromnetz kann häufige Systemabstürze und Hardwareausfälle bewirken. Verschiedene Maßnahmen können Abhilfe schaffen. Die einfachste Maßnahme mit dem geringsten Effekt bilden zusätzliche Netzfilter. Eine Unterbrechungsfreie Stromversorgung (USV) bietet darüber hinaus Schutz vor Stromausfällen. Die wirksamste Maßnahme stellen Spannungskonstanter (engl. Power Conditioner) dar, wobei Unterbrechungsfreie Stromversorgungen teilweise über dieselben Funktionen verfügen.

## Bewertungskriterien für Spannungsqualität

### Spannung
In Europa beträgt die Nennspannung des Niederspannungsnetzes die verkettete Spannung mit Nennwert 400 V, die Sternspannung 230 V. Die konkreten Spannungswerte dürfen um ±10 % von den Nennwerten abweichen. An der Übergabestelle (z.b. Hausanschluss) gilt für die Spannung die Norm EN 60038, weitere Merkmale sind in der Norm EN 50160 geregelt.

### Automatische Wiedereinschaltung (AWE)
Lichtbogen-Kurzschlüsse im Höchstspannungsnetz mit 220 kV und 380 kV, typischerweise bei Freileitungen wie sie beispielsweise durch einen Erdschluss verursacht werden, können durch Automatische Wiedereinschaltung von 0,3 s meist beseitigt werden. Hierdurch entsteht beim Endverbraucher ein kurzzeitiger Spannungseinbruch, der sich durch Helligkeitsschwankungen bei Glühlampen bemerkbar macht. In Mittelspannungsnetzen und auf der 110 kV-Verteilnetzebene ist die Erdschlusskompensation üblich, welche bei Erdschlussfehlern Kurzunterbrechungen vermeidet.

### Flicker
Als Flicker werden Spannungsschwankungen bezeichnet, welche eine Leuchtdichteschwankung bei Leuchtstoff- und Glühlampen hervorrufen. Bei geregelten Leuchtmitteln, wie Kompaktleuchtstofflampen, ist Flicker infolge von Spannungsschwankungen nicht optisch wahrzunehmen. Das Phänomen Flicker wurde empirisch mit einer Vielzahl von Studenten als Probanden und Leuchtdichteschwankungen an einer 60-Watt-Glühlampe ermittelt. Daraus resultierend wurde die Flickerkurve entwickelt. Anhand dieser Kurve wird definiert, in welcher Höhe, Dauer und Anzahl die Spannungsschwankungen bei Verbrauchern tolerabel sind.

### Oberschwingungen

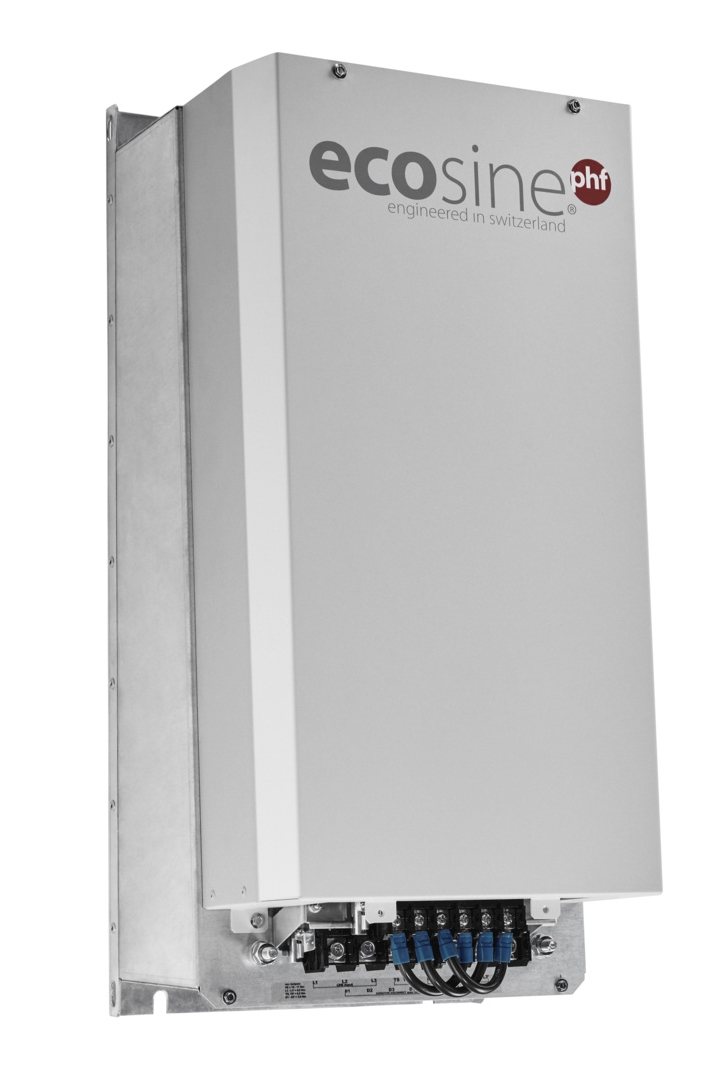
Passive Harmonic Filter

Als Oberschwingungen werden Schwingungen der Spannung bezeichnet, die ein ganzzahliges Vielfaches der eigentlichen Netzfrequenz aufweisen und dieser überlagert sind. Oberschwingungen werden durch nichtlineare Verbraucher wie beispielsweise Geräte mit Gleichrichtern am Netz verursacht und können die Funktion von anderen Geräten beeinträchtigen. Im Gegensatz zu der Grundschwingung heben sich im Dreiphasensystem alle durch drei teilbaren Oberschwingungen im Neutralleiter nicht auf, sondern addieren sich, was zu einer unzulässig hohen Strombelastung des Neutralleiters führen kann.

### Transienten
Unter Transienten versteht man schnelle Störimpulse (Burst) oder energiereiche Störimpulse (Surge). Sie werden auch als Überspannungen bezeichnet und entstehen meist bei Schaltvorgängen.

### Schieflast
Als Schieflast oder Unsymmetrie wird das Verhältnis zwischen den Komponenten des Gegen- und Mitsystems bezeichnet, welche durch eine ungleichmäßige Belastung der Außenleiter hervorgerufen wird. Dies wird verursacht durch Geräte, welche ein- oder zweiphasig betrieben werden. Dadurch sinkt die Spannung in den stärker belasteten Außenleitern. Falls die (stärkere) Last gegen den Neutralleiter geschaltet ist, steigt die Spannung im schwächer bzw. nicht belasteten Außenleiter an.

## Normative Vorgaben
- EN 50160: Merkmale der Spannung in öffentlichen Elektrizitätsversorgungsnetzen. Selbstverpflichtungsnorm für die Energieversorger mit vielen Ausnahmen.
- DIN EN 61000-2-2: Elektromagnetische Verträglichkeit; Umgebungsbedingungen; Verträglichkeitspegel für niederfrequente leitungsgeführte Störgrößen und Signalübertragung in öffentlichen Niederspannungsnetzen. Diese Norm lehnt sich größtenteils an die EN 50160 bzw. DIN EN 61000-2-4 Klasse 2 an.
- DIN EN 61000-2-4: Elektromagnetische Verträglichkeit (EMV); Teil 2: Umgebungsbedingungen; Hauptabschnitt 4: Verträglichkeitspegel für niederfrequente leitungsgeführte Störgrößen in Industrieanlagen. Norm mit Klasseneinteilung für verschiedene Betriebsumgebungen. Klasse 1 für z. B. Rechenzentren; Klasse 2 für z. B. Gewerbebetriebe, Bürobereiche; Klasse 3 für z. B. Schwerindustrie, Frequenzumrichter.

Die Anforderungen für die Spannungsqualität im Bahnstromnetz sind geringer. Wegen der geringeren installierten Leistung und der hohen Energiespitzen anfahrender Züge ist die Spannungsqualität im Bahnstromnetz schlechter als im öffentlichen Stromnetz.

### Fachbücher
- Dirk Blume; Jürgen Schlabbach; Thomas Stephanblome: Spannungsqualität in elektrischen Netzen: Ursachen, Messung, Bewertung von Netzrückwirkungen und Verbesserung der Spannungsqualität. VDE-Verlag, 1999, ISBN 3-8007-2265-8.
- Walter Hormann; Wolfgang Just; Jürgen Schlabbach: Netzrückwirkungen. Hrsg.: Rolf Rüdiger Cichowski. VDE-Verlag, 2008, ISBN 3-8007-3088-X.
- Wilhelm Mombauer: Netzrückwirkungen von Niederspannungsgeräten. VDE-Verlag, 2006, ISBN 978-3-8007-2806-0, S. 253.

### Fachartikel
- Hans de Keulenaer, Leitfaden Netzqualität: Selbsthilfeleitfaden zur Beurteilung der Netzqualität, Deutsches Kupferinstitut  Leonardo Power Quality Initiative
- David Chapman, Leitfaden Netzqualität: Oberschwingungen – Ursachen und Auswirkungen, Deutsches Kupferinstitut  Leonardo Power Quality Initiative
- Johan Driesen und Thierry van Croenenbroeck, Leitfaden Netzqualität: Spannungsstörungen – Einführung in die Unsymmetrie, Deutsches Kupferinstitut  Leonardo Power Quality Initiative
- David Chapman, Leitfaden Netzqualität: Spannungseinbrüche, Deutsches Kupferinstitut  Leonardo Power Quality Initiative
- David Chapman, Leitfaden Netzqualität: Kosten schlechter Netzqualität, Deutsches Kupferinstitut  Leonardo Power Quality Initiative
- Ernst Pargätzi, Praxisbezogene "Trends" in der modernen Netz- und Störungsanalyse, HAAG Fachbibliothek, HAAG Elektronische Messgeräte GmbH, Waldbrunn
- Angelo Boggini, Franco Buo, Leitfaden Netzqualität: Investitionsanalysen für Lösungen zu Netzqualitätsproblemen, Deutsches Kupferinstitut  Leonardo Power Quality Initiative